# Wensin (Adelsgeschlecht)

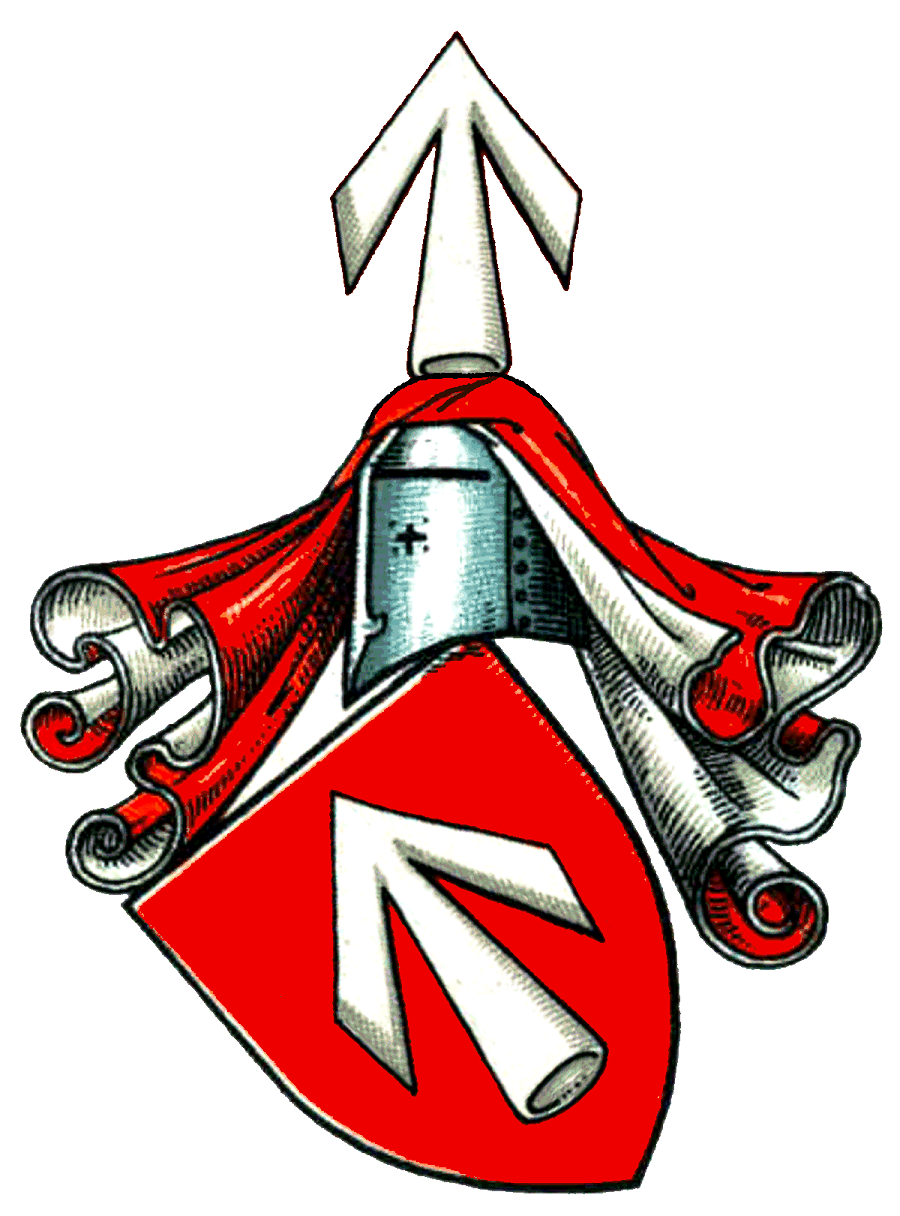
Wappen derer von Wensin

Wensin (auch: Wenzyn) war der Name eines alten holsteinischen Adelsgeschlechts, das auch in der Seestermüher- und Krempermarsch ansässig war. Das Wappen war ein Schild mit einer weißen/silbernen aufrecht stehenden oder querrechts gelegten Lanzenspitze, die die heilige Lanze symbolisierte, im roten Feld, gelegentlich auch mit umgekehrter Farbgebung.

## Geschichte
Die Wensin waren ein ritterliches Adelsgeschlecht und traten mehrfach in Urkunden der Schauenburgischen Landesherren auf. Sie standen in enger Beziehung zu den benachbarten Rittern von Barmstede, den Rittern von Raboisen und denen von Wedel. Im Jahre 1305 erschien Ritter Berthold von Wensien in einer Urkunde. In zahlreichen Urkunden des 14. Jahrhunderts tauchten die Ritter Berthold und Detlev von Wensin immer wieder auf. In einer anderen erwarb Graf Otto von dem Knappen Ludeke von Wensin Hölzungen im Kirchspiel Barmstedt. Um 1367 kaufte Otto von Wensin den Rest der Güter der Ritter von Raboisen, nach dem diese sie vorher den Rittern von Krummendiek verpfändet hatten, die in Elmshorn Güter besaßen. Der daraus hervorgehende Streit wurde 1368 durch einen Schiedsspruch beigelegt. 1404 erschien auch ein Lüdertin von Wensin in einer Urkunde. 1542 kaufte Klosterpropst Clement von der Wisch für das Kloster Uetersen den Hof Raboise, den ehemaligen Sitz der Ritter von Raboisen in Raa von Otto von Wensin.  Das Gut Wensin wurde 1421 an das Holsteinische Adelsgeschlecht von Buchwaldt verkauft. Die Familie ist wahrscheinlich im 17. Jahrhundert ausgestorben.

## Wappen
Das Wappen zeigt in Rot ein senkrecht stehendes silbernes Pfeileisen. Auf dem Helm mit rot-silbernen Decken das silberne Pfeileisen.

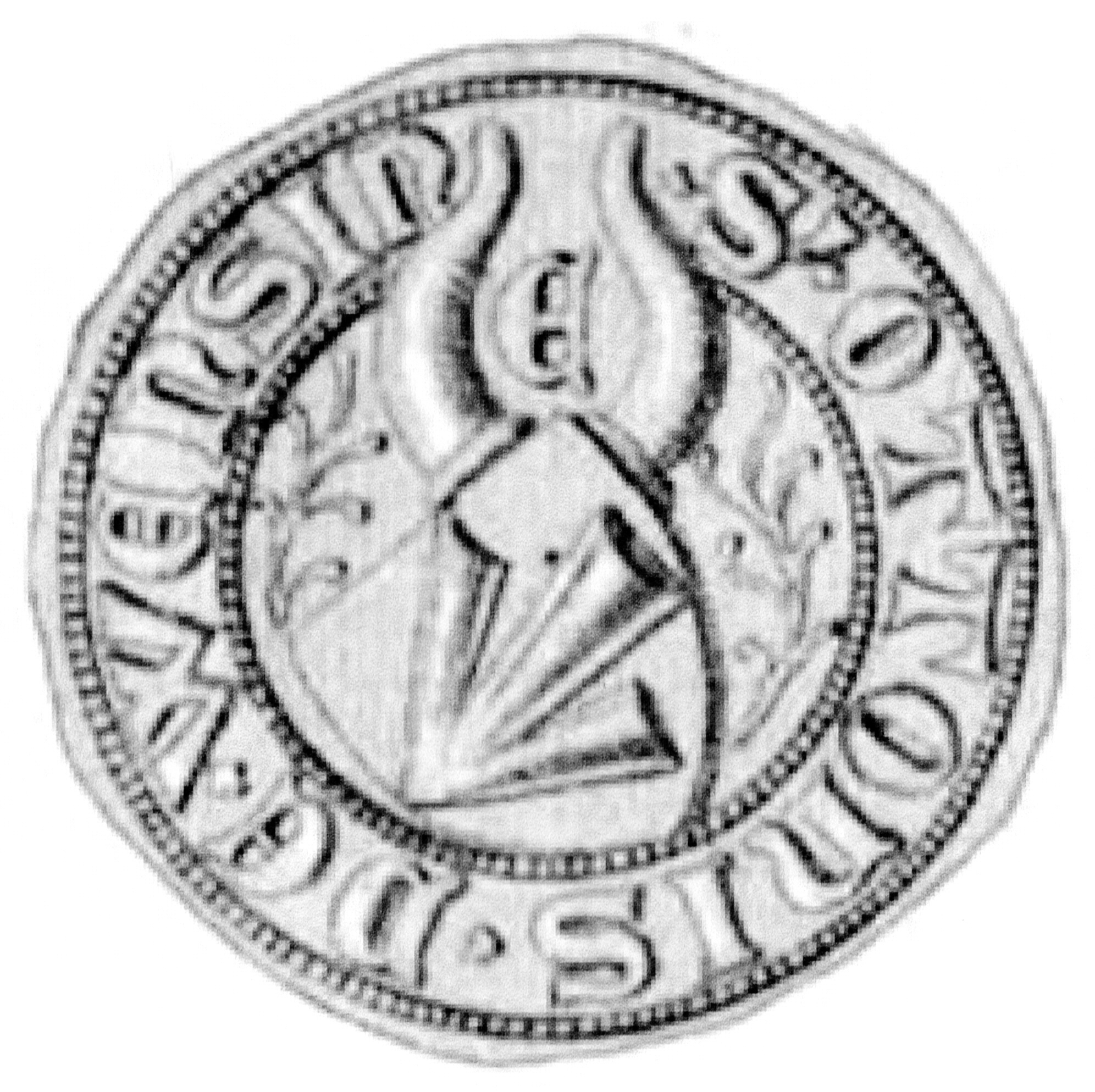
Siegel des Otto von Wensin, um 1364 (mit anderer Helmzier)

## Namensträger
- 1. Berthold von Wensin, urkundlich belegte Lebensdaten 1305–1321, Ritter
- 2. Otto von Wensin, urk. Lebensdaten 1315–1318, Knappe
- 3. Detlev von Wensin, urk. Lebensdaten 1310–1350, Ritter
- 4. Hartwig von Wensin, urk. Lebensdaten 1321, Knappe
- 1.1. Detlev von Wensin, urk. Lebensdaten 1343–1349
- 3.1. Otto von Wensin, urk. Lebensdaten 1348–1373, Knappe/Ritter
- 3.2. Detlev von Wensin, urk. Lebensdaten 1334–1360, Knappe
- 1.1.1. Berthold von Wensin, urk. Lebensdaten 1347
- 3.1.1. Johann von Wensin, urk. Lebensdaten 1394
- 3.1.2. Otto von Wensin, urk. Lebensdaten 1368–1398
- 3.1.3. Detlev von Wensin, urk. Lebensdaten 1373–1404
- 3.1.4. Lüdeke von der Wensin, urk. Lebensdaten 1373–1398
- 3.2.1. Detlev von Wensin d. Lange, urk. Lebensdaten 1378–1399, Ritter
- 3.2.2. Eckhard von Wensin, urk. Lebensdaten 1373
- 3.1.2.1. Otto von Wensin, urk. Lebensdaten 1440
- 3.1.3.1. Detlev von Wensin, urk. Lebensdaten 1388–1419
- 3.1.3.2. Wypert von Wensin, urk. Lebensdaten 1423, Knappe
- Lüdertin von Wensin, urk. Lebensdaten 1404
- 1. Gottsche von Wensin, urk. Lebensdaten 1472–1473
- 1.1. Claus von Wensin † 1500, auf Rohlstorf (seit 1486), gefallen bei Hemmingstedt
- Otto von Wensin, urk. Lebensdaten 1542, auf Raboise (1542 verkauft)
- 1.1.1. Gottsche von Wensin † 1557, auf Rohlstorf
- 1.1.1.1. Detlev von Wensin † nach 1558, auf Kleveez, Burgvogt von Sonderburg / Alsen 1541–43
- 1.1.1.2. Claus von Wensin † nach 1555, Amtmann von Segeberg 1551–55
- 1.1.1.3. Jost von Wensin † nach 1570, Klostervogt von Itzehoe 1564–71
- 1.1.1.4. Lorenz von Wensin † 1582, auf Rohlstorf, Amtmann von Hadersleben 1569–77
- 1.1.1.3.1. Gottsche von Wensin † 1601
- 1.1.1.3.2. Benedict (Bendix) von Wensin † 1618, auf Dörpt / Schwansen
- 1.1.1.4.1. Gottsche von Wensin † 1639, auf Rohlstorf (1601 verkauft)
- 1.1.1.4.2. Claus von Wensin † 1605
- 1.1.1.4.3. Lorenz von Wensin † 1626, auf Kronwinkl / Niederbayern & Gerbershof / Oberpfalz, kurfürstl.-erzbischöflicher Rat und Kämmerer in Köln, kurfürstl. bayrischer Rat und Oberjägermeister von Bayern, Statthalter der Oberpfalz in Amberg (Name in Bayern: Wensing zu Kronwinckel; Wappen in Bayern: weiße eiserne Lanzenspitze in rotem Feld)
- 1.1.1.4.4. Paul von Wensin † 1609, königlich dänischer Hofjunker
- 1.1.1.3.2.1. Jost von Wensin † vor 1630
- 1.1.1.3.2.2. Wulf von Wensin † nach 1627
- 1.1.1.4.1.1. Daniel von Wensin † 1658, letzter Mann des Adelsgeschlechts von Wensin
- 1.1.1.4.1.2. Lorenz von Wensin † 1629, in dänischen Diensten
- 1.1.1.4.3.1. Matthäus Maximilian von Wensin † 1623, bestattet in Amberg (der junge Baron Wensing zu Kronwinckel)
- 1.1.1.4.3.2. Ernst von Wensin † 161?

- evtl. Familie Wenzien. existierend.